# Säbrå landskommun
Säbrå landskommun var en tidigare kommun i Västernorrlands län. Kommunkod 1952-1968 var 2212.

## Administrativ historik
Säbrå landskommun inrättades den 1 januari 1863 i Säbrå socken i Ångermanland  när 1862 års kommunalförordningar trädde i kraft.
Vid kommunreformen 1952 bildade den "storkommun" genom sammanläggning med kommunerna Hemsö, Häggdånger, Stigsjö och Viksjö.
Den 1 januari 1969 uppgick kommunen i Härnösands stad, som två år senare blev till Härnösands kommun.

### Kyrklig tillhörighet
I kyrkligt hänseende tillhörde kommunen Säbrå församling. Den 1 januari 1952 tillkom församlingarna Hemsö, Häggdånger, Stigsjö och Viksjö.

## Kommunvapnet
Blasonering: I blått fält en gående varg av silver med röd tunga.
Detta vapen fastställdes av Kungl. Maj:t den 4 augusti 1952. Se artikeln om Härnösands kommunvapen för mer information.

## Geografi
Säbrå landskommun omfattade den 1 januari 1952 en areal av 846,50 km², varav 814,30 km² land.

### Tätorter i kommunen 1960
| Tätort            | Folkmängd |
| ----------------- | --------- |
| Härnösand, del av | 1 482     |
| Älandsbro         | 471b      |
| Norrstig          | 260       |

Tätortsgraden i kommunen var den 1 november 1960 27,1 procent.

## Politik

### Mandatfördelning i valen 1938-1966
|  | 11 | 3 | 6 | 2 | 2 |

| 23 |

|  | 12 |  | 5 | 6 |

| 23 |

| 4 | 11 | 3 | 7 |

| 23 |

|  | 19 | 13 | 6 |  |

| 36 |

|  | 20 | 10 | 6 | 3 |

| 38 |

|  | 18 | 13 | 4 | 4 |

| 37 |

|  | 20 | 12 | 4 | 3 |

| 35 |

| 2 | 17 | 13 | 3 |  | 4 |

| 37 |

### Fotnoter
1. ↑  Per Andersson: Sveriges kommunindelning 1863-1993, Draking, Mjölby 1993, ISBN 91-87784-05-X, s. 90
2. ↑  ”Svenska Heraldiska Föreningens vapendatabas”. Arkiverad från originalet den 18 oktober 2012. https://web.archive.org/web/20121018011750/http://databas.heraldik.se/index.php. Läst 1 januari 2011.
3. ↑   (PDF) Folkräkningen den 31 december 1950, I, Areal och folkmängd inom särskilda förvaltningsområden m.m., Tätorter. Stockholm: Statistiska centralbyrån. 1952-05-19. sid. 108. Arkiverad från originalet den 1 oktober 2014. https://www.webcitation.org/6T09ZkyrB?url=http://www.scb.se/Grupp/Hitta_statistik/Historisk_statistik/_Dokument/SOS/Folkrakningen_1950_1.pdf. Läst 9 oktober 2014 Arkiverad 29 oktober 2013 hämtat från the Wayback Machine.
4. ↑  SCB Folkräkningen 1960 del 2 Arkiverad 24 september 2015 hämtat från the Wayback Machine. sida 15 i pdf:en
5. ↑  SCB Folk- och bostadsräkningen 1965 del 2 Arkiverad 29 oktober 2013 hämtat från the Wayback Machine. sida 143 i pdf:en

- Se kartdata överlagrat på OSM (Kartdata)